# 雪车

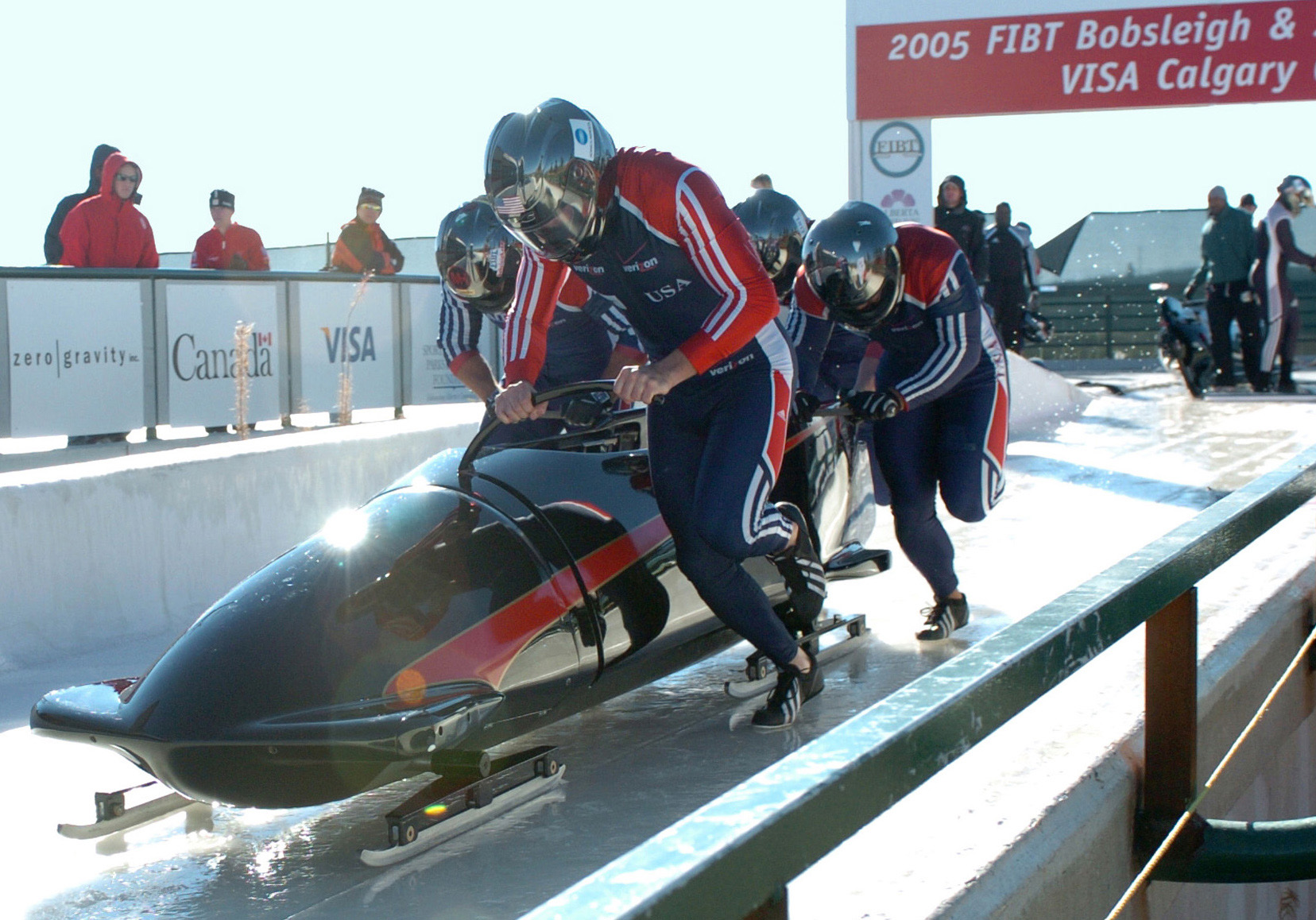
雪车出发

雪車（英語：Bobsleigh）又稱為「有舵雪橇」或「長雪橇」，是以舵和方向盤控制雪橇的集體冬季運動項目。運動中使用的雪橇同樣稱作雪車，平均滑行速度可達每小时145公里至150公里，最高可達至251公里，由金屬所成。

## 歷史
雪車的起源說法不一，有一說是源於18世紀後期的英國，在當時，有英國人把平底的雪車安裝了車板，並於1884年舉辦公開比賽。人們又於1890年在雪車上安裝了金屬舵板和制動閘，成為了有可能是歷史上首輛的雪車。1898年1月，克雷斯特朗出現4人座雪車。1903年，圣莫里茨建成第一条人工雪車线路。另外的一個說法是起源19世紀末的瑞士，但後來證據了早在1880年左右，美國的紐約州就已經出現木製雪車賽跑的紀錄。1923年11月，国际雪车和雪橇联合会成立。1957年，雪橇运动從国际雪車和雪橇联合会分出，另成立国际雪橇联合会。
而雪車與一樣，都是於第一屆冬季奧運中成為了正式的比賽項目。現時，雪車在冬季奧運中設立四個小項，包括男子雙人、（自由性別）四人、女子單人及女子雙人小項。在首兩屆的冬季奧運中只設男子四人小項，美國寧靜湖冬季奧運中新增了男子雙人小項，後來的美國鹽湖城冬季奧運中，女子雙人小項成為了並中一項雪車項目的小項之一，而美國的沃内塔·弗劳尔斯成為了第一位贏得冬季奧運的非裔美國人。四人小項在截至2014年冬季奧運之時仍僅限男選手參加，後來國際雪車聯合會於2014年9月底正式確認女選手也可參加四人小項，自此四人小項成為自由性別項目。

## 冬季奧運上的雪車
男子4人雪車於1924年成為了冬季奧運的正式項目後，只有1960年冬季奧運因場地關係而被列出比賽項目之外，幾乎每屆的冬季奧運都設有此項目，當中的小項有男子雙人、（自由性別）四人（2014年及之前僅限男選手參加）、女子單人（2022年入選奧運會）及女子雙人（1998年入選奧運會）小項。

### 雙人賽
冬季奧運上的雪車小項中的雪車長度不得超過2.7米，寬度不得多於0.67米，滑橇板寬度8毫米，在雪車滑行時，雪車的重量不得高於375公斤。比賽時出发信号发出后，选手在起点处手推雪車奔跑起动，推行大概50米後，选手跃入座位。前者負責掌舵，後者負責制動。到达终点时选手均须在座位上才算成绩有效。
當中，運動員在一次比賽中要滑行4次，分兩天比賽，每次滑行兩次，首輪的出發次序是以抽籤決定。之後的出場名次是按上一輪成績而定，最差的一組會先出發。在4輪完畢後，會以4次的滑行中到達終點的時間累積，得到最終的成績，數字愈低，則為排名愈高。若出現相同時間，則會以任何一次最快時間完成的一隊爲優勝。

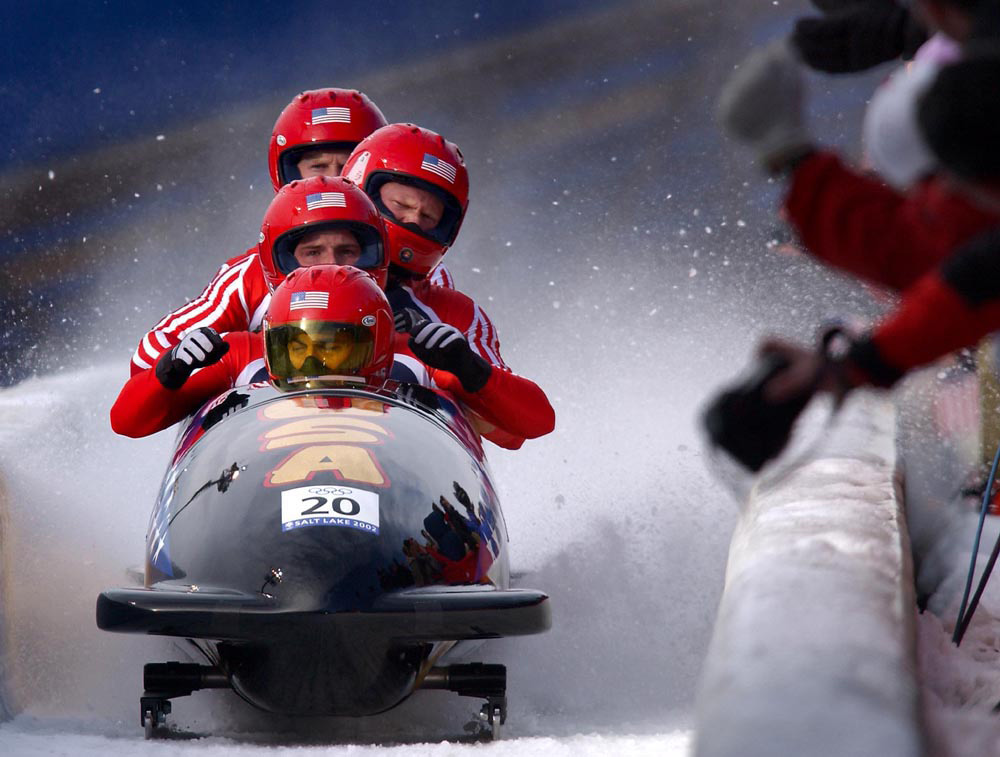
四人雪車

### 四人賽
四人賽所使用的雪車最長的最高上限為3.8米，寬0.67米，滑橇板最小寬度是12毫米，在雪車滑行時，雪車的重量不得超於375公斤的重量。
當中，四人賽的運動員與雙人賽的運動員相同，都是於一次比賽中要滑行4次，分兩天比賽，每次滑行兩次，首輪的出發的次序以抽籤決定。之後的出場名次是按上一輪成績而定，最差的一組會先出發。在4輪完畢後，會以4次的滑行中到達終點的時間累積，得到最終的成績，數字愈低，則為排名愈高。若出現相同時間，則會以任何一次最快時間完成的一隊爲優勝。

### 雪車的構造
雪車以金屬所造，外型以流線型設計，雪車的底部有一對舵板和一對的固定平行滑板，在雪車後的是制動器，而在雪車內的是一個方向盤。

### 服裝
雪車的運動員在作賽時必須穿上：
- 比賽服
- 護肩、護肘與頭盔
- 專用釘靴（靴釘要平均分佈於靴底，靴釘的長度不可多於14毫米，間隔要少於3厘米）

### 比賽場地

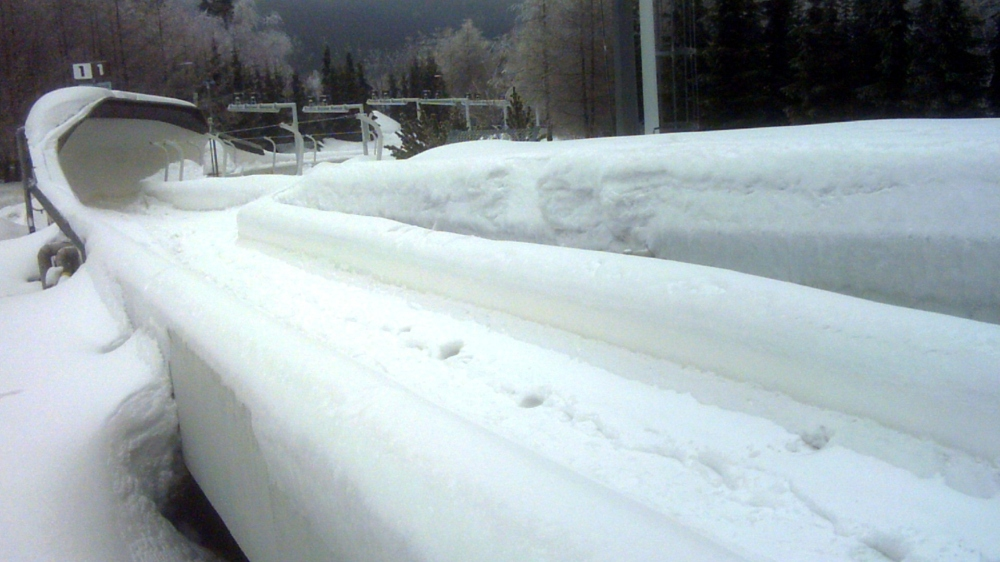
Altenberg雪車赛道

雪車的滑道是以混凝土或以木材所建成，寬度為1.4米，兩側均爲護牆，護牆內側高1.4米，外側高2至7米。滑道及兩側的護牆均需澆冰，比賽線路長度爲1500米，全程有最少15個彎道，最多為20個，彎道的半徑最低下限為20米，其滑道的平均坡度爲4°30′-8°30′，而起點至終點的高度差異是100-150米。

## 軼事
- 美國人伊根於1920年夏季奧運中贏得7塊拳擊項目的金牌，後來於1932年冬季奧運中奪得雪車項目的金牌，是20世紀中唯一一位曾於夏季奧運和冬季奧運都獲得金牌的運動員。

- 由於雪車和雪橇項目的器材較昂貴，在早期的冬季奧運中通常只有歐洲的發達國家參與，在奧地利冬季奧運中，東德贏得了所有小項的金牌。